# مستحلب

A. سائلين غير مزوجين لم يستحلبا بعد.
B. مستحلب من طور II مستعلق في الطور I
C. مستحلب غير مستقر ينفصل تدريجيًا.
D. الفاعلات بالسطح (الخط الخارجي للجزيئات المدورة) متوضعة على السطح الفاصل بين الطور II والطور I تؤدي إلى استقرار المستحلب.

المستحلب هو خليط من مادتين سائلتين أو أكثر عادةً ما يتعذر مزجهم، مثل الدهون والماء. المستحلبات جزء من فئة عامة من نظام الطورين للمادة يسمى بالغروانيات. بالرغم أن مصطلح المادة الغروانية والمستحلب تستخدمان عادة بالتبادل، مصطلح المستحلب ينبغي أن يستخدم عندما يكون الطور المبعثر والطور المستمر في الحالة السائلة. في المستحلب، إحدى المادتين السائلتين (الطور المبعثر) يتناثر في الطور الآخر (الطور المستمر). من الأمثلة على المستحلبات صلصة الخل والحليب والمايونيز وبعض السوائل المستخدمة في الأشغال المعدنية. مصطلح مستحلب يعود أصله إلى المصطلح اللانكليزي "to milk", وذلك لأن الحليب هو مستحلب من الماء والدهون، ومن هنا نشأ تعبير مستحلب.
أما المستحلب في الصيدلة فهو شكل صيدلاني سائل لزج ذو مظهر حليبي معد للاستعمال الداخلي عن طريق الفم. يتكون من طورين يتم توزيع أحدهما داخل الآخر لتكوين المستحلب. وباستعمال عامل الاستحلاب، يسمى السائل المعلق بشكل قطيرات بالطور المُبعثَر، أو الطور الداخلي، أما السائل الذي تتبعثر فيه القطيرات الدقيقة فيسمى بالطور المستمر، أو الطور المُبعثِر، أو الطور الخاجي.
مادتين سائلتين تستطيعان تكوين أنواع مختلفة من المستحلبات. من الأمثلة على ذلك، الماء والزيت يستطيعان تكوين، أولاً، مستحلب الزيت في الماء، حيث أن الزيت هو عبارة عن الطور المبعثَر والماء هو الوسط المُبَعثِر. ثانياً، يستطيعان تكوين مستحلب الماء في الزيت، حيث أن الماء هو الطور المبَعثَر والزيت هو الطور الخارجي. المستحلبات المتعددة ممكنة أيضًا، تتضمن مستحلب «الماء في مُسْتَحْلَبُ الزَّيتِ بالمَاء» أو مستحلب «الزيت في مُسْتَحْلَبُ الماءِ بالزَّيت».
المستحلبات، لكونها سوائل، لا تَظهر لها بنية داخلية. القطرات التي تتبعثر في السائل (وسط التبعثر) عادة ما يفترض أن تتوزع إحصائيًا.
يستخدم مصطلح «المستحلب» أيضاً للإشارة إلى الجانب الحساس للصورة لفيلم فوتوغرافي. مثل مستحلب التصوير الفوتوغرافي الذي يتكون من جزيئات هاليد الفضة المبعثرة في مصفوفة الجيلاتين. المستحلبات النووية مشابهة للمستحلبات الفوتوغرافية لكنها تستخدم في فيزياء الجسيمات للكشف عن الجسيمات الأولية ذات الطاقة العالية.

## مزايا المستحلبات
1. إن تجزئية المواد الدوائية إلى قطيرات صغيرة تزيد من معدل امتصاصها في الأمعاء.
2. إخفاء الطعم والرائحة الغير مقبولين للزيت كما في مستحلبات زيت الخروع.
3. إطالة مفعول الدواء وتزيد من تأثيره المطري تبعاً لسواغاتها.
4. إن الماء سواغ رخيص الكلفة وله قدرة عالية على حل المواد الدوائية.

## المظهر والخصائص
المستحلب يتكون من الطورين المستمر والمبعثَر، وبوجود حد بين الطورين يسمى «سطح بيني». تميل المستحلبات لتمتلك المظهر القاتم لان السطح البيني يعمل على تشتيت الضوء عند مروره من المستحلب. المستحلبات تظهر باللون الأبيض عندما يتشتت جميع الضوء بالتساوي. إذا كان المستحلب مخفف بما فيه الكفاية، سيتشتت الضوء ذو التردد العالي والأطوال الموجية المنخفضة، ويكون لون المستحلب مائل إلى الزرقة وهذا ما يسمى «تأثير تيندال». أما إذا كان المستحلب مركز بما فيه الكفاية، سوف ينحرف لونه نحو الأطوال الموجية العالية ويظهر باللون الأصفر. تسهل ملاحظة هذه الظاهرة عندما تتم مقارنتها مع حليب خالي الدسم، الذي يحتوي على القليل من الدهن، لاحتوائها على تركيز أعلى بكثير من دهن الحليب. ومن الامثلة على ذلك خليط الماء والزيت.
هناك فئتين خاصتين من المستحلبات- microemulsions and nanoemulsions – مع أحجام قطرات أقل من 100 نانومتر- تظهر شفافة. هذه الخاصية تعود إلى حقيقة أن الأطوال الموجية تنتشر بواسطة القطرات التي تتجاوز أحجامها فقط ربع الطول الموجي للضوء الساقط. منذ ذلك الحين فان الطيف المرئي للضوء يتكون من الأطوال الموجية بين 390- 750 نانومتر، إذا كانت احجام القطرات في المستحلب اقل من 100 نانومتر يستطيع الضوء اختراق المستحلب من غير ان يتشتت. نتيجةً للتشابه في المظهر يتم الخلط بين مستحلبات النانو الشفافة ومستحلبات المايكرو. على عكس مستحلبات النانو الشفافة، والتي تتطلب معدات خاصة ليتم إنتاجها، فان مستحلبات المايكرو تتكون بطريقة عفوية عن طريق «الانحلال» جزيئات الزيت مع خليط من السطح البيني ومساعدات الانحلال. تركيز السطح البيني المطلوب في مستحلبات المايكرو أعلى عدة مرات منه في مستحلبات النانو الشفافة، وأيضا تتجاوز تركيز الطور المبعثَر.
بسبب وجود الكثير من الصفات غير المرغوب فيها التي يسببها السطح البيني، فان وجودها غير ملائم في العديد من التطبيقات. بالإضافة إلى ذلك فان استقرار مستحلبات المايكرو يمكن أن يصبح خطراً عند التخفيف أو التسخين أو تغيير مستويات الحموضة.
المستحلبات الشائعة بطبيعتها غير مستقرة وبالتالي لا تميل إلى ان تتشكل بعفوية. مدخلات الطاقة- من خلال الهز، الاثارة، المجانسة أو التعرض للموجات فوق الصوتية -هو ما نحتاجه لتشكيل المستحلب. مع مرور الوقت تميل المستحلبات الي العودة الي حالة الاستقرار للاطوار التي تشكلها. ومن الامثلة على ذلك ما نراه من انفصال للخل والزيت في صلصة الخل، المستحلب غير المستقر من شأنه ان ينفصل بسرعة مالم يهتز باستمرار. هناك استثناءات هامة لهذه القاعدة فمستحلبات المايكرو مستقرة الديناميكيا الحرارية اما مستحلبات النانو الشفافة فهي مستقرة حركيا.
سواء أكان مستحلب الزيت والماء يتحول إلى مستحلب «الزيت في الماء» أو «الماء في الزيت» فان ذلك يعتمد على نسبة حجم كلا الطورين ونوع المستحلب. بشكل عام يتم تطبيق قاعدة بانكروفت. المستحلبات وجزيئات الاستحلاب تميل إلى تعزيز تبعثر الطور الذي لا يذوب بشكل جيد. مثال على ذلك، البروتينات تذوب في الماء أفضل من ذوبانها في الزيت لذلك تميل لتكوين مستحلب «الزيت في الماء» (وهذا هو، لانها تعزز تبعثر قطرات الزيت في الطور المستمر وهو الماء).
الهيكل الهندسي للمستحلب هو خليط من اثنين من السائل الكاره للمذيب مع تركيز كبير من العنصر الثانوي: جزيئات المستحلب تشكل حتما الهياكل الحيوية غير المتجانسة على مقياس طول صغير.
حجم المخالفات الاولية يُحكم بواسطة وظيفة عالمية تعتمد على محتوى الحجم للمكونات. البعد الكسوري لهذه المخالفات هو 2.5.

### عدم الاستقرار
استقرار المستحلب يعود إلى مدى قدرته على مقاومة التغير في صفاته. هناك أربعة أنواع من عدم الاستقرار في المستحلب: التلبد flocculation, التقشد creaming, الالتحام coalescence ونضوج اوستوالد Ostwald ripening. يحصل التلبد عند وجود قوة جذب بين القطرات، بالتالي تتشكل تكتلات مثل عناقيد العنب. اما الالتحام فيحصل عندما تضخ القطرات على بعضها البعض وترتبط لتكون قطرات كبيرة، بالتالي معدل حجم القطرات يرتفع مع زيادة الوقت. يخضع المستحلب أيضا للتقشد حيث ان القطرات ترتفع إلى اعلى المستحلب تحت تاثير الطفو أو تحت تاثير قوة الجاذبية التي يسببها استخدام جهاز الطرد المركزي. استخدام سطح بيني مناسب يزيد من الاستقرار الحركي للمستحلب بالتالي حجم القطرات لا يتغير بشكل كبير وبالتالي تكون مستقرة.

### مراقبة الاستقرار المادي
يمكن ان يوصف استقرار المستحلب من خلال عدة تقنيات منها تقنية تشتت الضوء، قياس تركيز الشعاع المنعكس، الطرد المركزي والريولوجيا. كل طريقة لها ايجابيات وسلبيات.

### طرق التنبؤ بمدة الصلاحية
العملية الحركية لزعزعة الاستقرار يمكن ان تكون طويلة نوعا ما، تصل لعدة شهور أو سنوات لبعض المنتجات. في كثير من الاحيان يقوم المنتج بتسريع هذه العملية من اجل اختبار المنتجات في فترة زمنية معقولة خلال تصميم المنتجات. الطرق الحرارية هي الأكثر استخداماً- تتضمن زيادة درجة حرارة المستحلب لتسريع زعزعة الاستقرار (إذا كانت اقل من درجات الحرارة الحرجة للتدهور الكيميائي). لا تؤثر الحرارة فقط باللزوجة وانما تؤثر أيضا في التوتر السطحي في حالة السطح البيني غير الايوني، أو على نطاق اوسع تفاعلات القوى داخل النظام. تخزين المستحلب على درجات حرارة عالية تمكنه من محاكاة الظروف الواقعية للمنتج (مثال: انبوب مستحلب واقي شمس في السيارة تحت حرار الصيف) ولكن أيضا لتسريع عمليات زعزعة الاستقرار ما يصل إلى 200 مرة.
الطرق الميكانيكية للتسريع تتضمن الاهتزاز، الطرد المركزي، والاثارة يمكن ان تستخدم ايضاً.
هذه الاساليب تجريبية من دون اساس علمي سليم.

## المستحلِب
المستحلب (المعروف أيضا باسم "emulgent"هي المادة التي تعمل على استقرار المستحلَب عن طريق زيادة استقرارها الحركي. هناك فئة من المستحلِبات تعرف باسم «عناصر السطح النشطة» أو السطح البيني.
امثلة على مستحلِبات الطعام:
صفار البيض- عنصر الاستحلاب الرئيسي هو«الليسيتين» (كلمة يونانية تعني صفار البيض)
الخردل- حيث ان هناك تنوع في المواد الكيميائية في الصمغ المحيط بالبذرة يعمل بمثابة مستحلِبات.
فول الصويا- هو مستحلِب اخر ومُخَثّر.
استقرار بيركينغ- يستخدم الجزيئات في ظل ظروف معينة.
فوسفات الصوديوم
صوديوم ستيرويل لاكتيليت
DATEM (ثنائي اسيتيل التاتريك (حمض) استر من احادي الغليسريد) – مستحلب يستخدم في المقام الأول في الخبز.
المنظفات هي فئة اخري من السطح البيني، تتفاعل فيزيائيا مع الماء والزيت وبالتالي تحقق استقرار السطح بين جزيئات الماء والزيت، يتم استغلال هذا المبدأ في الصابون، لإزالة الشحوم لغرض التنظيف.
وتستخدم العديد من المستحلِبات المختلفة في الصيدلية لتحضير المستحلَبات مثل الكريمات والمستحضرات.
ومن الأمثلة الشائعة شمع الاستحلاب، كحول الكيتيريل، بوليسوربات20 , وستيريث20.
في بعض الاحيان الطور الداخلي«الطور المبعثر» يمكن ان يكون بمثابة مستحلِب والنتيجة هي مستحلبات النانو حيث يتشتت الطور الداخلي إلى قطرات بحجم النانو بداخل الطور الخارجي.
ومن الأمثلة المعروفة لهذه الظاهرة، «تأثير اوزو»، يحدث عندما يتم سكب الماء إلى المشروبات الكحولية المستندة الي اليانسوني مثل اوزو (خمرة بطعم اليانسون), فاتح للشهية بطعم اليانسون، الاراك (عرق مشروب مسكر), أو راكي (كحول قوي في أوروبا الشرقية والشرق الأوسط). هذه المركبات قابلة للذوبان في الإيثانول، ثم تشكل قطرات بحجم النانو وتستحلب داخل المياه. اللون الناتج من المشروب غير واضح وهو أبيض حليبي.

## طرق الاستحلاب
هناك عدد من العمليات والطرق الفيزيائية والكيميائية المختلفة التي تساهم في الاستحلاب:
-نظرية التوتر السطحي- بناءً على هذه النظرية يتم الاستحلاب بتقليل التوتر السطحي بين الطورين.
-نظرية التنافر- مادة الاستحلاب تصنع فيلم خلال الطور الذي يشكل الكريات التي تتنافر مع بعضها. تؤدي قوة التنافر الي بقاء الكريات معلقة في وسك التشتت.
-تعديل اللزوجة- المستحلب مثل صَمْغُ السَّنْط (=الصَّمْغُ العَرَبِيّ)صمغ الشجر والكثيراء التي هي عبارة عن هيدروكولويدس. إضافة الي بولي ايثيلين غلايكول والغليسيرين ومبلمر اخر من كاربوكسي ميثيل سيليلوز، كل هذا يزيد من لزوجة الوسط مما يساعد في التكوين والحفاظ على بقاء جزيئات طور التشتت معلقة.

## استخداماتها

### في الطعام
مستحلب«الزيت في الماء» هو الأكثر استخداما في تصنيع الطعام
-	الكريما (الرغوة) في الاسبريسو.
-	المايونيز والصلصة الهولندية- هي عبارة عن مستحلب «زيت في ماء». وما يساعد على استقرارها هو صفار البيض أو أنواع أخرى من اضافات الطعام مثل صوديوم سيتيرويل لاكليتليت.
- الحليب المتجانس- مستحلب من دهن الحليب في الماء وبروتين الحليب.
-	مزيج توابل - مستحلب من زيت الخضار في الخل، إذا تم تحضيره فقط باستخدام الزيت والخل بدون وجود المستحلب ينتج مستحلب غير مستقر.
مستحلب «الماء في الزيت» غير شائع في الطعام لكنه موجود:
- الزبدة- مستحلب من الماء في زبدة الحليب.

### المخاطر الصحية
يستخدم المستحلب باستمرار في الصيدلة، تصفيف الشعر، النظافة الشخصية ومستحضرات التجميل. وهي في الغالب مستحلبات «زيت في ماء», لها اعتماد مستمر على عدة امور في التحضيرات الصيدلانية. هذه المستحلبات تدعى بكريمات، مراهم، مسكنات، معاجين أو سوائل، تعتمد في الغالب على نسبة الزيت الي الماء والاضافات الأخرى وطرق اضافتها. أول خمس جرعات موضعية يمكن ان تستخدم على سطح الجلد أو عبر الجلد أو عبر الشرج أو عن طريق المهبل.
المستحلبات عالية السيولة يمكن ان تؤخذ عن طريق الفم أو يمكن حقنها في بعض الاحيان. الادوية الشعبية التي تحدث على شكل مستحلب تتضمن دهون الكالمين، زيت كبد سمك القد، بوليسبورين، كريم الكورتيزول وكانيسيتين.
مستحلبات المايكرو تستخدم لايصال اللقاحات وقتل المايكروبات. من المستحلبات النموذجية المستخدمة في مثل هذه التقنية مستحلبات النانو لزيت الصويا، بحجم جزيئات يتراوح عرضها بين 400-600 نانومتر.
العملية ليست كيميائية مثل أنواع أخرى من علاجات مقاومة الميكروبات لكنها ميكانيكية.
كلما قل حجم القطرات أو الجزيئات كلما التوتر السطحي وبالتالي تتطلب قوة أكبر لتدمج بالليبيدات.
الزيت يستحلب مع المطهر باستخدام خلاط قص عالي ليساعد على استقرار المستحلب بالتالي عندما تواجه الليبيدات في جدار الخلية أو غلاف البكتيريا أو الفايروس فانها تجبر الليبيدات بان تندمج مع بعضها.
على نطاق اوسع، هذا يؤدي إلى تحلل جدار الخلية ويقتل مسببات المرض.
مستحلب زيت الصويا لا يسبب الضرر لخلايا الإنسان الطبيعية أو خلايا اغلبية الكائنات العليا، باستثناء خلايا الدم وخلايا الحيوانات المنوية التي تكون عرضة لمستحلبات النانو نتيجة لخصائص مكونات جدارها. لهذا السبب تعطى مستحلبات النانو عبر الوريد.
التطبيق الأكثر فاعلية لهذا النوع من مستحلبات النانو هو لتطهير الاسطح. بعض أنواع مستحلبات النانو تظهر فاعليتها في تدمير فايروس نقص المناعة البشرية ومسببات مرض السل على الاسطح غير المسامية.

### في إطفاء الحرائق
مواد الاستحلاب فعالة في إطفاء الحرائق على التسربات الصغيرة، وعلى الطبقات الرقيقة من السوائل القابلة للاشتعال (حرائق فئة B), هذه المواد تغلف الوقود في مستحلب مياه-الوقود وبالتالي محاصرة الأبخرة القابلة للاشتعال في طور المياه. ويتحقق هذا المستحلب من خلال تطبيق سطح بيني سائل للوقود من خلال فوهة الضغط العالي. المستحلبات ليست فعالة في إطفاء الحرائق الكبيرة شاملة الضخمة / الوقود السائل العميق، وذلك لأن كمية مادة الاستحلاب اللازمة للإطفاء موظفة من حجم الوقود، في حين أن عوامل أخرى مثل رغوة المائية لتشكيل الأفلام (AFFF) تحتاج تغطية فقط اسطح الوقود من اجل تخفيف البخار 

## أنواع المستحلبات
تصنف المستحلبات حسب محتويات أطوارها من السوائل إلى نوعين:
1. مستحلبات زيت في ماء (ز/م) حيث يكون الطور الخارجي الماء والطور الداخلي هو الزيت ومثال ذلك الحليب، ولتحضير مثل هذا النوع يستعمل عوامل إستحلاب محبة للماء مثل الصمغ العربي وصمغ الكثيراء وغيرها.
2. مستحلبات ماء في زيت (م/ز) حيث يكون الطور الخارجي الزيت والطور الداخلي هو الماء ومثال ذلك الزبدة، ولتحضير مثل هذا النوع يستعمل عوامل إستحلاب محبة للزيت مثل دهن الصوف Wool Fat وشمع العسل Beezwax وغيرها.

## أمثلة على المستحلبات
1. مستحلب زيت الخروع الذي يستعمل مسهلاً شديداً بجرعة 50-100مل، وفي التصوير الشعاعي للجهاز الهضمي بمقدار 120مل دفعة واحدة.
2. مستحلب زيت البرافين الذي يستعمل مسهلاً ومليناً بمقدار 30مل.
3. مستحلب زيت كبد الحوت الذي يستعمل مصدراً لفيتامين (أ) وفيتامين (د) بمقدار 15مل.

## تحديد نوع المستحلب
في بعض الاحيان يكون من المهم تحديد نوع المستحلب وذلك لتحديد ما إذا كان زيت في ماء أو ماء في زيت ومن اجل ذلك يوجد عدة طرق:
1. 1. اختبار الغسل: أول إشارة لنوع المستحلب يمكن الحصول عليها باختبار الغسل فقط مستحلب زيت في ماء يمكن غسله عن الجلد بسهولة بواسطة الماء، اما مستحلب ماء في زيت فإن غسله أصعب بواسطة الماء.
  2. طريقة التمديد: قطرة من المستحلب المراد تحديد نوعه يوضع في الماء إذا تم الانحلال بسهولة فهو مستحلب زيت في ماء وإذا لم يتم فهو ماء في زيت.
  3. طريقة التلوين: لتلوين الطور المائي نظيف قطرة من ازرق الميتيل للمحلول إذا كان المستحلب زيت فيما فإنه سوف يتلون بشكل متناسق مستحلب ما في زيت لن يتلون، في عينة أخرى يمكن إضافة محلول سودان 3 وهذا سوف يلون مستحلب ماء في زيت وتحت المكروسكوب يمكن تحديد ذلك بسهولة.
  4. طريقة الناقلية: في المستحلب المراد تحديد نوعه سوف يقاس التوتر بتغطيس في قطبين مقياس التوتر في حالة كان المستحلب زيت في ماء ستكون ناقلية الكهرباء عالية وتكون المقاومة ضعيفة اما في حالة كان المستحلب ماء في زيت فستكون نااقلية الكهرباء ضعيفه والمقاومة عالية.